# Shobha Gurtu

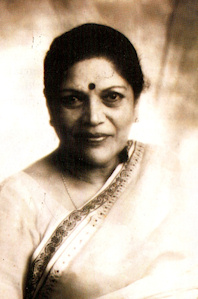
Shobha Gurtu

Shobha Shirodkar Gurtu (* 8. Februar 1925 in Belagavi; † 27. September 2004 in Mumbai) war eine der bekanntesten indischen Sängerinnen. Sie sang im nordindischen Thumri-Stil und wurde als dessen Grande Dame gepriesen.
Shobha Gurtu wurde zunächst durch ihre Mutter Menekabai Shirodkar ausgebildet, die eine professionelle Tänzerin war. Sie setzte ihre Gesangsstudien bei Ustad Ghamman Khan und bei Ustad Nathan Khan fort. Dabei spezialisierte sie sich auf halbklassische Formen wie thumri, dadra oder  kajri. Sie nannte auch Begum Akhtar und Ustad Bade Ghulam Ali Khan als Einfluss.
Shobha Gurtu war mehr als sechs Jahrzehnte als Sängerin aktiv und hat zahlreiche Platten für den indischen Markt aufgenommen. In Deutschland ist insbesondere eine Aufnahme erhältlich, die Walter Quintus 1990 gemacht hat.
1989 erhielt sie den Sangeet Natak Academy Award. Weiterhin erhielt sie den Lata Mangeshkar Puraskar, Shahu Maharaj Puraskar und den Maharashtra Gaurav Puraskar. 2002 wurde sie mit dem Padma Bhushan geehrt. 
Einer ihrer Söhne, Trilok Gurtu, ist ein bekannter Perkussionist; sie ist auch auf Alben von ihm zu hören.